# دکیتر سیتی (آیووا)
دکیتر سیتی (به انگلیسی: Decatur City) شهری در ایالت آیووا کشور ایالات متحده آمریکا است که جمعیت آن در سرشماری سال ۲۰۱۰ میلادی، ۱۹۷ نفر بوده‌است.